# Protopterus annectens brieni
Protopterus annectens brieni is een ondersoort van de kwastvinnige vissen uit de familie van de Afrikaanse longvissen (Protopteridae). De wetenschappelijke naam van de ondersoort is voor het eerst geldig gepubliceerd in 1961 door Poll.